# Battaglia di Sipe-Sipe
La battaglia di Sipe-Sipe, chiamata anche battaglia di Viluma, fu uno scontro armato combattuto il 29 novembre 1815 nell'ambito delle guerre d'indipendenza ispanoamericana tra un esercito spagnolo fedele al viceré del Perù ed uno patriota allestito dal governo rivoluzionario di Buenos Aires.
La battaglia fu combattuta sulle alture di Viluma, nei pressi del villaggio di Sipe Sipe, in Alto Perù. L'esercito patriota di José Rondeau, impegnato nella sua terza campagna militare in territorio altoperuviano, fu duramente sconfitto dalle truppe spagnole, guidate da Joaquín de la Pezuela. L'esito della battaglia pose fine alle mire di Buenos Aires sui territori a nord di Jujuy e costrinse le truppe indipendentiste sulla difensiva nel fronte settentrionale; in seconda istanza, però, diede impulso alla creazione di un nuovo esercito a Mendoza, destinato a scavalcare le Ande sotto il comando di José de San Martín per unirsi ai ribelli cileni e continuare da un nuovo fronte la guerra contro le truppe spagnole.

## Antefatti
Le disastrose sconfitte di Vilcapugio e Ayohuma avevano costretto i resti dell'esercito patriota a ritirarsi dal territorio dell'Alto Perù, inseguiti dall'esercito realista, disturbato nella sua marcia dalle operazioni di guerriglia intraprese dalla retroguardia di Manuel Dorrego e dalle milizie locali guidate da Martín Miguel de Güemes. Di fronte alla rovinosa ritirata del nemico, il comandante realista Joaquín de la Pezuela occupò Salta nel gennaio del 1814. L'obbiettivo degli spagnoli era quello di penetrare verso Córdoba per richiamarvi l'esercito impegnato nell'assedio di Montevideo dopo essersi uniti con le truppe di rinforzo provenienti dal Cile; con la forte guarnigione realista nella Banda Oriental libera di muoversi, in tal modo, Buenos Aires si sarebbe trovata stretta in una manovra a tenaglia.
La disastrosa campagna militare di Manuel Belgrano, nel frattempo, aveva portato alla sua sostituzione e alla nomina di José de San Martín al comando dell'esercito indipendentista; quest'ultimo si dedicò subito alla riorganizzazione delle truppe allo sbando. Non trovandosi in condizioni di intraprendere una nuova campagna militare, cercò di fomentare la ribellione alle spalle dell'esercito nemico, mentre affidò ai gauchos di Güemes il compito di impedirgli l'accesso agli approvvigionamenti e di tenerlo in continuo stato d'allerta.
Alle spalle di Pezuela, nel frattempo, scoppiavano numerose rivolte in Alto Perù: a quelle di Juan Antonio Álvarez de Arenales a Cochabamba e di Ignacio Warnes a Santa Cruz de la Sierra si aggiunsero anche gli indios stanziati sul fiume Pilcomayo e, nelle zone rurali attorno a Chuquisaca, i caudillos Cárdenas, Umaña e Padilla. Le forze unite di Arenales e Warnes sconfissero il 25 maggio 1814 nella battaglia di La Florida un forte contingente spagnolo spedito da Pezuela e comandato da José Joaquín Blanco.
Pezuela, che aveva già spostato a Salta il grosso del suo esercito e si preparava ad attaccare, fu raggiunto in città dalla notizia della sconfitta a La Florida e da quella della caduta di Montevideo il 20 giugno. Decise in tal modo di informare il viceré Abascal la sua intenzione di ripiegare verso l'Alto Perù; il permesso gli fu accordato con una lettera del 23 luglio, con la quale gli si richiedeva di attestarsi su posizioni difendibili, dalle quali però lottare per ogni palmo di terreno fino al Desaguadero. Già in piena ritirata giunse inoltre al comandante realista la notizia dello scoppio di una nuova sollevazione a Cuzco. Giunto a Tupiza dovette inviare il generale Juan Ramírez Orozco con una divisione a sedare la ribellione, che nel frattempo si stava propagando sotto l'azione di Mateo Pumacahua.
Nell'esercito patriota, intanto, in agosto San Martín si era fatto esonerare dal comando accampando motivi di salute, facendosi assegnare il governatorato di Mendoza; al suo posto fu designato José Rondeau, nella convinzione generale che questi sarebbe presto stato sostituito da Carlos María de Alvear, alla ricerca di nuovi allori dopo la caduta di Montevideo. L'arrivo delle prime truppe dal fronte orientale ormai dissolto precedette la nomina di Alvear al comando delle operazioni; all'inizio di dicembre, però, i comandanti patrioti si sollevarono contro la decisione di Buenos Aires e assicurarono fedeltà a Rondeau. Tornato a Buenos Aires, dopo aver costretto alle dimissioni Gervasio Antonio de Posadas, Alvear si fece nominare Direttore Supremo e cominciò a preparare un nuovo esercito. Il suo autoritarismo, tuttavia, innescò una serie di reazioni che finirono per provocare la sua destituzione nell'aprile del 1815.
L'esercito indipendentista iniziò a muoversi sul terreno lasciato libero da Pezuela in piena indisciplina; attraverso la valle di Humahuaca penetrò agli inizi del 1815 nel territorio dell'Alto Perù. Il 19 febbraio, però, il comandante dell'avanguardia Martín Rodríguez fu sorpreso da una pattuglia nemica e catturato nello scontro di El Tejar. Pezuela, accampato a Cotagaita con metà del suo esercito impegnato a sedare le ribellioni, autorizzò uno scambio di prigionieri nella speranza di una tregua. Il 14 aprile i patrioti sorpresero e annientarono un distaccamento realista al Puesto del Marqués, macchiando però l'episodio con una serie di crudeltà gratuite causate dall'indisciplina. Alla notizia dell'accaduto Pezuela si ritirò ulteriormente a Challapata, facendo ritirare le guarnigioni di Potosí e di Chuquisaca; alle truppe spagnole si aggiunse il contingente di Ramírez, vincitore della ribellione di Cuzco.
Dopo essersi impadronito delle due città abbandonate dai realisti, Rondeau rimase inattivo per quattro mesi; in settembre si mosse per accamparsi a Chayanta, dove fu raggiunto dagli 800 uomini di Arenales che avevano vinto a La Florida. Pezuela, invece, si trasferì nel villaggio di Sora-Sora, per impedire al nemico l'accesso a Oruro e La Paz; oltre a Ramírez si unì al suo esercito un contingente di rinforzo giunto dal Cile attraverso Arica. Fece disporre infine una forte divisione nel villaggio di Venta y Media, a poche leghe dall'accampamento nemico, per minacciare la sua posizione.
La segnalazione da parte del capitano Lamadrid della presenza di tale contingente, stimato in un solo battaglione, convinse il capo dell'avanguardia patriota Rodríguez a tentare un colpo a sorpresa per annientarla; la battaglia di Venta y Media, combattuta tra il 20 e il 21 ottobre, si risolse in una sonora sconfitta per le truppe indipendentiste. Rinfrancato dal successo, Pezuela si mosse subito contro il nemico per sfruttare l'effetto morale della vittoria; un'improvvisa nevicata, però, rallentò il suo inseguimento. Rondeau cercò di retrocedere a Cochabamba, dove intendeva attestarsi in posizione difensiva in attesa dell'arrivo da Buenos Aires di un nuovo contingente di rinforzo agli ordini del colonnello Domingo French. Incalzato da vicino dal nemico, però, si accampò vicino al villaggio di Sipe Sipe, in una posizione da lui ritenuta vantaggiosa, e si preparò ad affrontare l'esercito realista.

## La battaglia

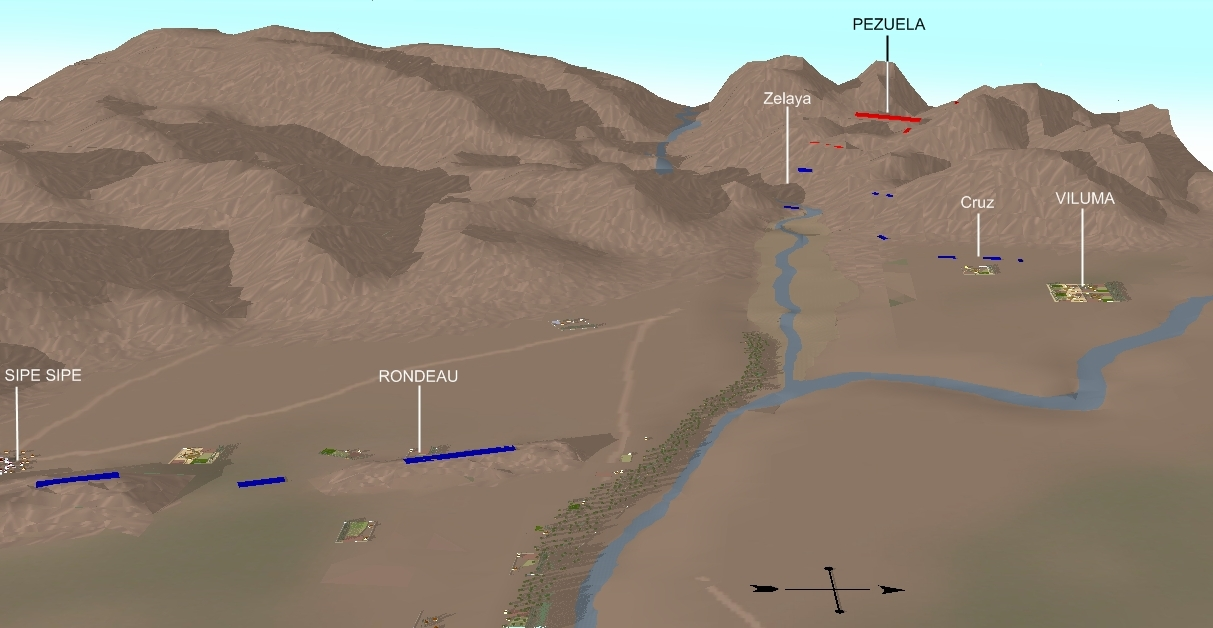
La posizione dei due eserciti prima della battaglia.

Il 26 novembre alcune pattuglie realiste si scontrarono con altre indipendentiste all'imboccatura della valle; Pezuela ispezionò il luogo, scoprendo la posizione e il numero delle forze nemiche. Il generale spagnolo decise di attaccare l'esercito patriota dal fianco destro di quest'ultimo, sfruttando i pendii che scendevano dolcemente dalle montagne lì presenti, anziché avanzare frontalmente nella direzione prevista da Rondeau. Il giorno seguente, l'esercito realista cominciò a marciare in direzione delle alture di Viluma; dopo aver occupato la posizione stabilita, Pezuela inviò alcune pattuglie in ricognizione allo sbocco della valle di Chacapaya, punto cardine della difesa patriota fortemente presidiato. Fece inoltre collocare la fanteria leggera su un piccolo altopiano a mezzacosta.
La mattina del 28 novembre, Pezuela ordinò alla fanteria leggera appostata sull'altopiano di aggirare le truppe nemiche sul loro fianco destro, tenendosi lontano dalla gittata dell'artiglieria patriota, posta su alcune alture in mezzo alla valle, per coprire la discesa del grosso dell'esercito dalle alture di Viluma; per lo stesso motivo fece montare sull'altopiano appena sloggiato dalla fanteria otto pezzi d'artiglieria, il cui fuoco allontanò i patrioti dai pendii, permettendo alle truppe realiste di raggiungere il fondo valle.
Il 29 novembre, Pezuela ordinò alle sue truppe di disporsi in colonna e di occupare il centro della valle, aggirando sulla destra il fronte avversario; Rondeau fece cambiare fronte al suo esercito, disponendosi dietro il letto secco del fiume. Una volta schierate, le truppe spagnole attaccarono l'ala destra patriota sotto il fuoco nemico, riuscendo a sloggiare i tiratori che si erano appostati nel letto del fiume. L'attacco provocò alla fine il cedimento dei reparti che avrebbero dovuto respingerlo; in questa situazione, approfittando anche dell'inerzia dell'ala sinistra indipendentista, l'intero schieramento spagnolo si spostò contro la destra nemica, rinvigorendo l'attacco. Rondeau ordinò di intensificare il fuoco dell'artiglieria, disponendo inoltre che il Reggimento n. 9 di fanteria del colonnello Pagola, che si stava ritirando in ordine, tornasse sulle sue posizioni. Il cedimento completo del Reggimento n. 1 di Carlos Forest, però, rese inutile l'azione.
Vista ormai persa la battaglia, il comandante patriota ordinò la carica ai suoi squadroni di cavalleria, in modo da permettere la ritirata alle sue truppe. Grazie all'arrivo della riserva e della stessa scorta del generale Pezuela, però, i realisti riuscirono a respingere l'assalto.

## Conseguenze
I resti dell'esercito di Rondeau si ritirarono in completo disordine a Chuquisaca, che abbandonarono presto di fronte all'inseguimento realista per guadagnare la valle di Humahuaca; qui si congiunsero con i due reggimenti di rinforzo provenienti da Buenos Aires e guidati da French e Bustos. Retrocedendo a Salta, il comandante patriota entrò in aperto conflitto con Güemes, che nel frattempo si era fatto eleggere governatore della città; dopo qualche scaramuccia, quest'ultimo riuscì a privare Rondeau di qualunque risorsa, costringendolo a spostarsi prima a Jujuy e poi a Tucumán.
Contrariamente a quanto auspicato dal viceré Abascal, Pezuela, che in seguito avrebbe ricevuto il titolo nobiliare di marchese di Viluma per il suo comportamento in questa battaglia, non approfittò della vittoria per sferrare un nuovo attacco al territorio delle Province Unite del Río de la Plata, frenato dalle continue insurrezioni delle città dell'Alto Perù.
La sconfitta patriota finì per abbandonare al loro destino gli indipendentisti dell'Alto Perù, gettando le basi del distacco di tale territorio, che era appartenuto al Vicereame del Río de la Plata, dalla nuova entità statale che stava sorgendo a Buenos Aires. Il 7 agosto dell'anno successivo Rondeau fu sostituito da Manuel Belgrano, che concentrò le proprie forze a Tucumán abbandonando ogni proposito offensivo sul fronte settentrionale; l'iniziativa passò nella regione di Cuyo all'esercito con il quale San Martín stava progettando di attraversare le Ande per appoggiare l'indipendenza del Cile, per sferrare da quella posizione in seguito l'attacco a Lima.